# Martin McGuinness
James Martin Pacelli McGuinness (Iers: Séamus Máirtín Pacelli Mag Aonghusa) (Derry, 23 mei 1950 - Derry, 21 maart 2017) was een Noord-Iers politicus voor de partij Sinn Féin. Hij was eerder een prominent lid van de paramilitaire beweging de IRA. Als onderhandelaar voor Sinn Féin speelde hij een belangrijke rol bij het tot stand komen van het Goede Vrijdag-akkoord, dat in 1998 een eind maakte aan het gewapende conflict in Noord-Ierland. In 1999 werd hij minister van onderwijs in de Noord-Ierse regionale regering. Van 2007 tot 2017 was hij vice-eerste minister voor Noord-Ierland.

## Jeugd en betrokkenheid bij de IRA
Martin McGuinness ging toen hij 15 was zonder diploma van school om bij een slager te gaan werken. Hij raakte betrokken bij de republikeinse beweging die streefde naar aansluiting van het  Britse Noord-Ierland bij de republiek Ierland.
Hij trad toe tot de IRA, een paramilitaire organisatie binnen deze beweging. Algemeen wordt aangenomen dat McGuinness deel uitmaakte van de leiding van de IRA en betrokken was bij het voorbereiden van aanslagen in Noord-Ierland en Engeland. Vast staat dat hij in 1972 plaatsvervangend commandant was van de IRA in Derry toen daar op Bloody Sunday veertien mensen werden neergeschoten door Britse soldaten. In 1973 werd hij in Ierland veroordeeld tot zes maanden gevangenisstraf nadat hij betrapt was op het vervoer van explosieven en munitie in zijn auto.
Al in de jaren zeventig was McGuinness betrokken bij onderhandelingen tussen de IRA en de Britse regering.  Hij maakte deel uit van een IRA-delegatie die in Londen geheime gesprekken voerde met Willie Whitelaw, de Britse minister voor Noord-Ierland. De onderhandelingen leidden echter niet tot een einde aan het conflict in Noord-Ierland. Het strategisch inzicht en de leiderschapskwaliteiten van McGuinness maakten tijdens de gesprekken in Londen indruk op de Britten.
McGuinness verklaarde zelf dat hij vanaf 1974 niet meer actief betrokken was bij de IRA en dus ook niet meer op de hoogte was van door de IRA geplande bomaanslagen en executies. Hij zou zich uitsluitend hebben gericht op zijn werk binnen Sinn Féin, de politieke vleugel van de IRA. Hij ontkende ook ooit stafchef van de IRA geweest te zijn. Zijn uitspraken werden echter betwijfeld door sommige onderzoekers en journalisten, die meenden dat McGuinness tot in de jaren tachtig nauwer betrokken was bij de IRA dan hij liet blijken.

## Politieke activiteiten
Samen met Gerry Adams, de latere partijleider van Sinn Féin, streefde McGuinness naar een duidelijke en coherente politieke strategie voor de republikeinse beweging.
In 1982 werd hij voor het eerst gekozen tot lid van de regionale assemblee voor Noord-Ierland voor het district Foyle; conform het beleid van Sinn Féin nam hij deze zetel niet in. Hij speelde een belangrijke rol bij de beslissing van Sinn Féin in 1986 om daadwerkelijk zitting te nemen in het Ierse Parlement.
Na een aantal onsuccesvolle pogingen werd McGuinness in 1997 verkozen tot lid van het Britse parlement voor het kiesdistrict Mid-Ulster; ook deze zetel nam hij niet in. Bij de verkiezingen van 2001, 2005 en 2010 werd hij herkozen.

## Onderhandelaar en minister
Toen in de jaren negentig de vredesbesprekingen weer werden gestart was McGuinness de belangrijkste onderhandelaar namens Sinn Féin.  De onderhandelingen leidden uiteindelijk in 1998 tot het Goede Vrijdag-akkoord.
In 1999 werd McGuinness gekozen in de Assemblee voor Noord-Ierland. Hij trad toe tot de regionale regering als minister van onderwijs.  Bij de verkiezingen in 2007 vormde Sinn Féin een coalitie met de Democratic Unionist Party die geleid werd door Ian Paisley. Paisley werd premier en McGuinness vice-premier. Hoewel Paisley en McGuinness lang gezworen politieke vijanden waren geweest, bleken ze in de regering uitstekend samen te kunnen werken en raakten ze bevriend. Ook met Paisley’s opvolger Peter Robinson had McGuinness een goede samenwerking; beiden erkenden de noodzaak om de stabiliteit in Noord-Ierland te handhaven en economisch herstel te stimuleren. Na de verkiezingen in mei 2011 bleef McGuinness vice-premier. In de herfst van dat jaar trok hij zich tijdelijk uit die functie terug om zich kandidaat te kunnen stellen in de Ierse presidentsverkiezingen. Hij eindigde als derde en nam daarna zijn functie als vice-premier van Noord-Ierland weer in.

## Einde politieke carrière

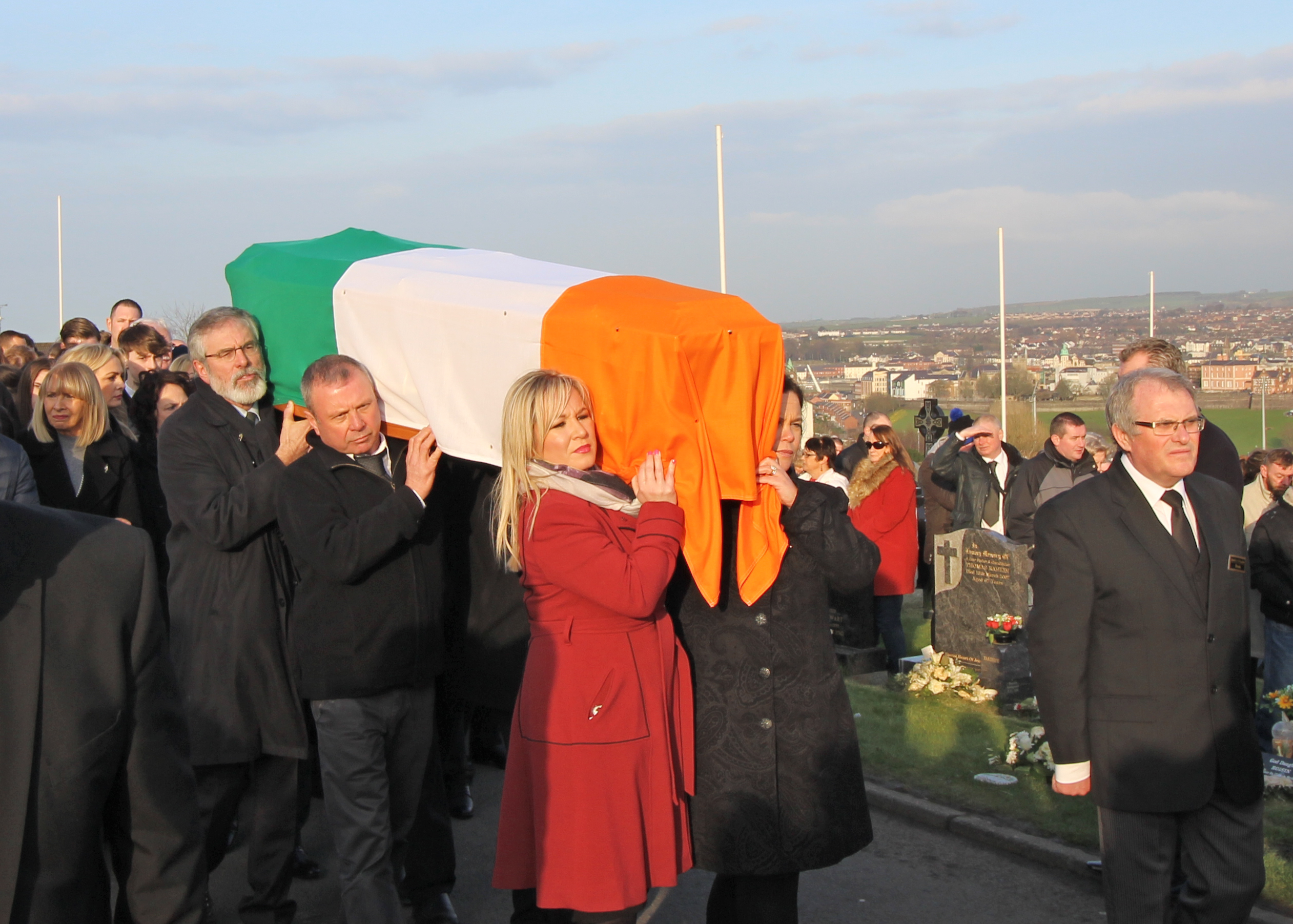
Begrafenis van Martin McGuinness - de kist wordt gedragen door Gerry Adams (links) en Michelle O'Neill (rechts)

In januari 2017 trad McGuinness af. Hij deed dit uit protest tegen de weigering van eerste minister Arlene Foster om tijdelijk terug te treden terwijl er een onderzoek werd gedaan naar een mislukte investeringsregeling voor duurzame energie. Deze regeling was ingesteld toen Foster leidinggaf aan het verantwoordelijke ministerie van economische zaken. McGuinness verklaarde in verband met gezondheidsproblemen niet te zullen terugkeren in de politiek. Hij werd als partijleider van Sinn Féin in Noord-Ierland opgevolgd door Michelle O'Neill. McGuiness overleed korte tijd later.
McGuinness werd algemeen gezien als een bekwaam en effectief politicus die een wezenlijke bijdrage leverde aan het standhouden van het Goede-Vrijdagakkoord. Het feit dat McGuinness en koningin Elizabeth II elkaar tijdens een bezoek van de koningin aan Noord-Ierland in 2012 de hand schudden stond symbool voor de verzoening tussen de partijen die in Noord-Ierland decennialang strijd hadden gevoerd. Hij werd beschreven als een aimabele persoon die mensen makkelijk voor zich kon innemen. Uit de reacties na zijn overlijden bleek zowel waardering voor zijn inzet voor het vredesproces als afkeuring van zijn eerdere betrokkenheid bij de IRA.